# Скрипко, Фёдор Михайлович
Фёдор Михайлович Скрипко (1899, Терская область — 1972, Курган) — работник органов госбезопасности, уполномоченный Наркомата внешней торговли по Западной Сибири, кавалер ордена Ленина (21.04.1933).
Сын кустаря-мыловара. Получил начальное образование.
В сентябре 1918 г. мобилизован в армию Колчака, рядовой-телеграфист 20-го стрелкового полка. В марте 1919 г. дезертировал, был арестован, бежал, воевал в составе партизанского отряда П. Е. Щетинкина, затем в составе РККА.
Член РКП(б) с января 1920 года. В 1920—1926 гг. служил в органах ЧК-ОГПУ в Кузнецке, Томске и Новосибирске.
С 1 октября 1926 — заместитель начальника, с 21 августа 1928 по 16 мая 1930 года — начальник Барнаульского окружного отдела ОГПУ. Награждён орденом Красной Звезды.
С мая 1930 по 1932 год — начальник административного отдела Западно-Сибирского крайисполкома. Одновременно до 6 января 1931 г. начальник Западно-Сибирского краевого управления милиции и уголовного розыска.
С марта 1931 по 1933 год — уполномоченный Наркомата внешней торговли СССР по Западно-Сибирскому краю. Награждён орденом Ленина за «выдающиеся заслуги в деле мобилизации экспортных ресурсов» (21.04.1933).
За скрытие происхождения и приписывание революционных заслуг в период Гражданской войны в Сибири 5 мая 1934 исключен из ВКП(б), снят с работы, потом восстановлен в партии со строгим выговором.
В 1937 — директор конторы «Заготпушнина» в Башкирии, 9 ноября 1937 снова исключен из ВКП(б) за связь с «врагами народа», затем восстановлен. В 1939 г. — заместитель управляющего челябинской областной конторой «Заготскот».
Со второй половины 1940-х годов и до выхода на пенсию работал в Курганском областном управлении производства и заготовок сельхозпродуктов.
Автор (соавтор) брошюр:
- Прогрессивные методы промышленного откорма скота в Курганском экономическом районе [Текст]. — Курган : Красный Курган, 1958. — 28 с. : ил., портр.; 19 см.
- Методы откорма скота в хозяйствах Курганского экономического административного района [Текст]. — Москва : [б. и.], 1958. — 20 с. : ил.; 20 см. — (Обмен передовым опытом/ Главниипроект при Госплане СССР. Всесоюз. науч.-исслед. ин-т мясной пром-сти. Бюро техн. информации и пропаганды).
- Интенсивный откорм крупного рогатого скота [Текст] / П. П. Барамыков, Ф. М. Скрипко. — Курган : Газ. «Сов. Зауралье», 1963. — 42 с. : ил.; 20 см.
- Опыт нагула скота в колхозах [Текст] : [Юргамыш. район] / П. П. Барамыков, Ф. М. Скрипко. — Курган : изд. и тип. газ. «Кр. Курган», 1949. — 39 с. : ил.; 20 см.

Сын Борис (16.06.1921-15.01.1943) — лётчик, погиб на фронте. Награждён орденом Красной Звезды.